# Галімов Хабір Латипович
Галімов Хабір Латипович (нар. 23 січня (5 лютого) 1905, с. Лагерево, Златоустівський повіт, Уфимська губернія — 20 лютого 1996, Уфа) — башкирський радянський артист опери (драматичний тенор). Заслужений артист Башкирської АРСР (1942). Заслужений артист РРФСР (1947). 

## Біографія
Народився 23 січня (5 лютого) 1905 в селі Лагерево Златоустівського повіту Уфимської губернії (нині Салаватський район, Республіки Башкортостан).
У 1932 році закінчив Башкирський технікум мистецтв, у 1938 р. — Башкирське відділення Московської консерваторії (по класу співу М. І. Сперанського).
Артистичну діяльність розпочав у 1929 році на сцені Башкирського театру драми (Уфа). З 1938 року — соліст Башкирського театру опери та балету (Уфа).
Виступав у концертах як виконавець башкирських народних пісень. З 1955 року працював солістом Башкирської філармонії.
Помер 20 лютого 1996 року в Уфі.

## Театральні роботи
- Паоліно («Таємний шлюб» Д. Чимароза)
- Барон Коллоандр («Прекрасна мірошничка» Д. Паїзієлло)
- Юлай («Хакмар» М. М. Валєєва)
- Аскер («Аршин мал алан» У. Гаджибекова)
- Мерген («Мерген» А. А. Ейхенвальда)
- Салават («Салават Юлаєв» З. Г. Ісмагілова)
- Тараул («Акбузат» Х. Ш. Заїмова, А. Е. Спадавеккіа)
- Юмагул («Ашкадар» Н. К. Чемберджі)
- Шатмурат («Карлугас» Н. К. Чемберджі)
- Юлай («Айхылу» Н. В. Пейко)
- Овлур («Князь Ігор» А. П. Бородіна)